# 浪江・小高原子力発電所
浪江・小高原子力発電所（なみえ・おだかげんしりょくはつでんしょ）は、福島県南相馬市小高区及び福島県双葉郡浪江町に建設が予定されていた東北電力の原子力発電所である。

## 歴史
本発電所の計画が持ち上がる以前の1960年頃、福島県は原子力発電所の立地点調査を実施し、その候補地のひとつとして浪江町を挙げていたことがある。しかしこの時は双葉町、大熊町に跨る地点に原子力発電所を建設することとなり、福島第一原子力発電所として運転を開始した。
その数年後、福島第一の候補地において用地取得に伴う補償が順調に進展する状況を横目に見ながら、再び町議会議員達を中心として原子力発電所誘致運動が起こり、東北電力も自前の原子力発電所を計画しつつあった。東北電力は宮城県女川町にも原子力発電所を計画しており、これは後年女川原子力発電所として運転を開始することになるが、浪江町の誘致運動は女川と誘致合戦を行っており、1967年5月25日に浪江町議会は原子力発電所の誘致を決定した。しかし、一般への広報については配慮を欠いたと反対派の座談会では指摘されており、最初に一般町民が誘致計画を知ったのは1968年1月5日に木村守江福島県知事がテレビで年頭挨拶を行った時だという。
浪江と小高の町民や労働組合・社会党などを中心に「浪江・小高原発反対同盟」が立ち上がり、さらに浪江側の立地集落・棚塩では1968年1月、地元農家の舛倉隆らの呼びかけで140戸の住民をまとめた棚塩原発反対同盟が結成された。問題点のひとつは当時の環境調査（経済産業省が電源開発調整審議会を設置する以前のものであり、制度的には環境アセスメントのような法制化もなかった）に放射能の影響予測が含まれていない等、火力発電の環境調査と代わり映えのしない内容であったことだという。
一方で、当時棚塩地区では自民党支持者ばかりであり、反対運動と言っても社会党や共産党は「よそ者」であった。従って、自民党同士で分裂しての活動となり、その方針は「原発には土地を売らない」「町、県、電力とは話し合わない」「他党とは協力しない」となった。
しかし反対派は勉強を行い、舛倉によれば「原爆といういわば“悪魔”から、原発という“落とし子”が生れようとしていた」という認識に至った。また、酒や女といったスキャンダル暴露合戦を賛成派と繰り広げ、「東北電力がM資金を利用して原発を建設しようとしている」「石油枯渇論はCIAの世論操作による虚構」「地域の委員関係者に東北電力から裏金が出ているという噂」などを世に訴えたという。
また、原子力発電所を推進する県は1973年に開発公社を地元に設けて人員を常駐させ、反対派の切り崩しを図った。気象観測塔の設置の際、小高町の浦尻集落が賛成したため、億単位の協力金が集落にもたらされ、地域が賛否で分裂するなど、反対運動から脱落する者が出る出来事もあった。棚塩集落も賛成と反対に分裂し、その結果、原発賛成が多くを占める北棚塩と反対派が大部分だった南棚塩のふたつの行政区にわかれた。しかし、当初1977年の着工を予定していた計画は毎年繰り延べされ、1982年の対談の時点でも用地買収率は24%に止まったという。
1970年代に立てられた当初の計画では、発電所施設は専ら浪江町側にあり、冷却水取水方式は福島第一、第二と同じ港湾方式で、原子炉のユニットは4基描かれている。発電施設の一定の周囲は無人地帯とするため、一部が小高町にかかっている。
舛倉は自身、町や地域で悪者呼ばわりされたと語っている。浪江町では他の発電所の建設時に経済波及効果があり、宿泊施設、町による水道などの社会資本投資が行われたが、これは原子力発電所建設を見越した先行投資でもあった。このため建設の遅延は、これら商工業者に莫大な損失を強いるものとなった。原子力発電所の建設が進まない中、近隣自治体に新地発電所、原町火力発電所などが建設されていった。
1980年代末時点で反対運動は17名まで減ったものの、団結力を高め予定地に共同登記をしていた。1991年、反対運動のリーダーであった舛倉は、毎年計画が繰り延べされていく状況を根拠として勝利宣言を行った。また、高木との対談で「一番の味方は（原発の）事故だ」と発言し、高木から「事故が起こった方がいいってことになっちゃうもんな」とたしなめられている。なお、河北新報は2014年1月3日付の紙面で、棚塩の「反対運動指導者」が亡くなる直前の1997年2月までに、共同登記をしていた土地を自らの名義に戻し、東北電力の意を受けた土木業者らに、他の地権者らが東北電力と合意していた買収基準価格の2倍以上の価格で売り渡していたことを明らかにした。
その後も1999年の雑誌記事では立地状況、改正環境アセスメントを考慮し、運開は2008年度を計画していた。その後、2007年の『政経人』2007年7月号記事によれば、当時の東北電力は産業需要の伸びが好調で最大電力も伸びが続いていたが、本発電所については着工が2011年、運開予定が2018年となり、更に繰り延べされて現在に至る。なお、2007年に立てられた2011年までの中期経営計画によれば、経年劣化した火力7基の廃止・長期停止を決定しており、新規電源の開発を見据えていたが、その当面の代替はコンバインドサイクル発電を用いる仙台火力発電所4号機（44万6000kW、2010年6月運開予定）、新仙台火力発電所3号系列（95万kW、2013年7月運開予定）、上越火力発電所1号系列（144万kW、2023年運開）なども含めたものであった。

## 福島第一原子力発電所事故による影響と、建設計画断念へ
2011年3月11日、東北地方太平洋沖地震（東日本大震災）及び福島第一原子力発電所事故が発生。浪江・小高原子力発電所建設計画予定地だった浪江町・南相馬市小高区は福島第一原子力発電所事故による警戒区域（後に避難指示解除準備区域に移行、2016年7月に解除）に指定された。
この事態を受けて浪江町議会は同年12月、避難先の二本松市で開催された12月定例町議会で、浪江・小高原子力発電所誘致決議の白紙撤回を全会一致で可決した。この決議は、原発を同町に誘致する1967年5月の決議を白紙撤回するものである。決議の中で「東京電力福島第1原発事故により、我が国の原子力安全神話は完全に崩壊した」と断言し、「事故は、町民の命や健康を脅かし、暮らしや家族、心までも引き裂き、浪江の豊かで美しい自然と歴史ある風土を放射能で汚染した」「『町民の暮らしと原発は共生できない』ことが明確になった」としている。
また南相馬市議会も浪江町議会と時を同じくして『浪江・小高原子力発電所建設計画の中止及び福島県内の原子力発電所を全て廃炉とすること』を求める決議を全会一致で可決。これを受けて浪江町町長：馬場有と南相馬市市長：桜井勝延も浪江・小高原子力発電所建設を認めない考えを表明していた。
2013年3月28日、東北電力は「福島原発事故の影響で、地元の反発が強く、建設への理解が得られない」と判断し、浪江・小高原子力発電所建設計画を正式に断念して計画の取りやめを発表した。また、2017年1月31日には、浪江町側の約120万平方メートルの発電所用地を浪江町に無償譲渡することが決定された。

## 計画のあった発電設備
- 敷地面積：約150万平方メートル

|       | 原子炉形式          | 着工     | 運転開始 | 定格出力 | 現況     |
| ----- | ------------------- | -------- | -------- | -------- | -------- |
| 1号機 | 沸騰水型軽水炉(BWR) | 計画中止 | 計画中止 | 82.5万kW | 計画中止 |